# Gusztáv az ABC-ben
A Gusztáv az ABC-ben a Gusztáv című rajzfilmsorozat negyedik évadának tizenegyedik epizódja.

## Rövid tartalom
Gusztáv kávét akar vásárolni. Az ABC-áruház dúsan megrakott polcai annyifélét kínálnak, hogy végül éppen a kávét felejti el megvenni…

## Alkotók
- Rendezte: Jankovics Marcell, Nepp József, Rofusz Ferenc
- Írta: Jankovics Marcell, Nepp József
- Dramaturg: Lehel Judit
- Zenéjét szerezte: Pethő Zsolt
- Operatőr: Klausz András
- Kamera: Székely Ida
- Hangmérnök: Bársony Péter
- Vágó: Czipauer János
- Tervezte: Rofusz Ferenc
- Képterv: Szoboszlay Péter
- Háttér: Orosz István
- Rajzolta: Majoros István
- Színes technika: Kun Irén
- Gyártásvezető: Marsovszky Emőke
- Produkció vezető: Imre István

A Magyar Televízió megbízásából a Pannónia Filmstúdió készítette.